# 木更津金田本線料金所
木更津金田本線料金所（きさらづかねだほんせんりょうきんじょ）は、千葉県木更津市中島にある、東京湾アクアライン・東京湾アクアライン連絡道の本線料金所。本線料金所を挟む形でアクアライン方の木更津金田IC出入口の料金所が併設されている。
料金所のデザインは柳宗理によるものである。料金収受業務は東京湾横断道路サービスに委託されている。
東日本高速道路関東支社アクアライン管理事務所が併設されている。

## 料金所施設
ブース数：22

### 木更津JCT方面

#### 木更津本線料金所
- ブース数：8
  - ETC専用：4
  - 一般：4

東京湾アクアラインの通行料金を徴収した後、通行券を発券する。

#### 木更津金田IC出口料金所
- ブース数：2
  - ETC専用：1
  - 一般：1

### 川崎浮島JCT方面

#### 木更津本線料金所
- ブース数：10
  - ETC専用：3
  - 一般：7

当料金所までの通行料金と、アクアラインの通行料をまとめて徴収する。

#### 木更津金田IC入口料金所
- ブース数：2
  - ETC専用：1
  - 一般：1

## 隣
CA 東京湾アクアライン
(1)川崎浮島JCT/(1)浮島IC - 海ほたるPA/BS - 木更津金田TB - (2)木更津金田IC